# Statistiche di snooker
Questa pagina descrive le statistiche dello snooker
In grassetto sono indicati i giocatori ancora in attività
Statistiche aggiornate al 19 gennaio 2021.

## Record giocatori

### Titoli
| Descrizione                                            | Giocatore         | Record        |
| ------------------------------------------------------ | ----------------- | ------------- |
| Maggior numero di titoli Ranking                       | Ronnie O'Sullivan | 40            |
| Maggior numero di titoli Non-Ranking                   | Steve Davis       | 55            |
| Maggior numero di titoli Minor-Ranking                 | Mark Selby        | 7             |
| Maggior numero di titoli Ranking vinti in una stagione | Judd Trump        | 6 (2019-2020) |

### Totali
| N° | Giocatore          | Titoli Ranking | Primo                                 | Ultimo                                |
| -- | ------------------ | -------------- | ------------------------------------- | ------------------------------------- |
| 1  | Ronnie O'Sullivan  | 40             | UK Championship 1993                  | UK Championship 2023                  |
| 2  | Stephen Hendry     | 36             | Grand Prix 1987                       | Malta Cup 2005                        |
| 3  | John Higgins       | 31             | Grand Prix 1994                       | Players Championship 2021             |
| 4  | Steve Davis        | 28             | Campionato mondiale 1981              | Welsh Open 1995                       |
| 5  | Mark Williams      | 24             | Welsh Open 1996                       | British Open 2021                     |
| 6  | Judd Trump         | 23             | China Open 2011                       | Turkish Masters 2022                  |
| 6  | Neil Robertson     | 23             | Grand Prix 2006                       | Tour Championship 2022                |
| 8  | Mark Selby         | 20             | Welsh Open 2008                       | Campionato mondiale 2021              |
| 9  | Ding Junhui        | 14             | China Open 2005                       | UK Championship 2019                  |
| 10 | Jimmy White        | 10             | The Classic 1986                      | Players Championship 2004             |
| 11 | John Parrott       | 9              | European Open 1989                    | European Open 1996                    |
| 11 | Peter Ebdon        | 9              | Grand Prix 1993                       | China Open 2012                       |
| 11 | Shaun Murphy       | 9              | Campionato mondiale 2005              | Welsh Open 2020                       |
| 14 | Ken Doherty        | 6              | Welsh Open 1993                       | Malta Cup 2006                        |
| 14 | Stuart Bingham     | 6              | Australian Goldfields Open 2011       | Gibraltar Open 2019                   |
| 14 | Stephen Maguire    | 6              | European Open 2004                    | Tour Championship 2020                |
| 14 | Mark Allen         | 6              | World Open 2012                       | Northern Ireland Open 2021            |
| 18 | Ray Reardon        | 5              | Campionato mondiale 1974              | Professional Players Tournament 1982  |
| 18 | Stephen Lee        | 5              | Grand Prix 1998                       | Players Tour Championship Finals 2012 |
| 20 | Ali Carter         | 4              | Welsh Open 2009                       | World Open 2016                       |
| 20 | Kyren Wilson       | 4              | Shanghai Masters 2015                 | Championship League 2020 (2020-2021)  |
| 22 | James Wattana      | 3              | Strachan Open 1992                    | Thailand Open 1995                    |
| 22 | Paul Hunter        | 3              | Welsh Open 1998                       | British Open 2002                     |
| 22 | Marco Fu           | 3              | Grand Prix 2007                       | Scottish Open 2016                    |
| 22 | Ricky Walden       | 3              | Shanghai Masters 2008                 | International Championship 2014       |
| 22 | Barry Hawkins      | 3              | Australian Goldfields Open 2012       | World Grand Prix 2017                 |
| 22 | Ryan Day           | 3              | Riga Masters 2017                     | Shoot-Out 2021                        |
| 28 | Cliff Thorburn     | 2              | Campionato mondiale 1980              | Matchroom Trophy 1985                 |
| 28 | Tony Knowles       | 2              | International Open 1982               | Professional Players Tournament 1983  |
| 28 | Dennis Taylor      | 2              | Grand Prix 1984                       | Campionato mondiale 1985              |
| 28 | Doug Mountjoy      | 2              | UK Championship 1988                  | The Classic 1989                      |
| 28 | Alan McManus       | 2              | Dubai Classic 1994                    | Thailand Open 1996                    |
| 28 | Dominic Dale       | 2              | Grand Prix 1997                       | Shanghai Masters 2007                 |
| 28 | Graeme Dott        | 2              | Campionato mondiale 2006              | China Open 2007                       |
| 28 | Michael White      | 2              | Indian Open 2015                      | Paul Hunter Classic 2017              |
| 28 | Anthony McGill     | 2              | Indian Open 2016                      | Shoot-Out 2017                        |
| 28 | Luca Brecel        | 2              | China Championship 2017               | Scottish Open 2021                    |
| 28 | Zhao Xintong       | 2              | UK Championship 2021                  | German Masters 2022                   |
| 28 | Joe Perry          | 2              | Players Tour Championship Finals 2015 | Welsh Open 2022                       |
| 40 | John Spencer       | 1              | Campionato mondiale 1977              | Campionato mondiale 1977              |
| 40 | Terry Griffiths    | 1              | Campionato mondiale 1979              | Campionato mondiale 1979              |
| 40 | Alex Higgins       | 1              | Campionato mondiale 1982              | Campionato mondiale 1982              |
| 40 | Silvino Francisco  | 1              | British Open 1985                     | British Open 1985                     |
| 40 | Willie Thorne      | 1              | The Classic 1985                      | The Classic 1985                      |
| 40 | Neal Foulds        | 1              | International Open 1986               | International Open 1986               |
| 40 | Joe Johnson        | 1              | Campionato mondiale 1986              | Campionato mondiale 1986              |
| 40 | Mike Hallett       | 1              | Hong Kong Open 1989                   | Hong Kong Open 1989                   |
| 40 | Tony Meo           | 1              | British Open 1989                     | British Open 1989                     |
| 40 | Bob Chaperon       | 1              | British Open 1990                     | British Open 1990                     |
| 40 | Steve James        | 1              | The Classic 1990                      | The Classic 1990                      |
| 40 | Tony Jones         | 1              | European Open 1991                    | European Open 1991                    |
| 40 | Dave Harold        | 1              | Asian Open 1993                       | Asian Open 1993                       |
| 40 | Nigel Bond         | 1              | British Open 1996                     | British Open 1996                     |
| 40 | Fergal O'Brien     | 1              | British Open 1999                     | British Open 1999                     |
| 40 | Chris Small        | 1              | LG Cup 2002                           | LG Cup 2002                           |
| 40 | David Gray         | 1              | Scottish Open 2003                    | Scottish Open 2003                    |
| 40 | Matthew Stevens    | 1              | UK Championship 2003                  | UK Championship 2003                  |
| 40 | Martin Gould       | 1              | German Masters 2016                   | German Masters 2016                   |
| 40 | Liang Wenbó        | 1              | English Open 2016                     | English Open 2016                     |
| 40 | Mark King          | 1              | Northern Ireland Open 2016            | Northern Ireland Open 2016            |
| 40 | Anthony Hamilton   | 1              | German Masters 2017                   | German Masters 2017                   |
| 40 | Michael Georgiou   | 1              | Shoot-Out 2018                        | Shoot-Out 2018                        |
| 40 | Jimmy Robertson    | 1              | European Masters 2018                 | European Masters 2018                 |
| 40 | Matthew Selt       | 1              | Indian Open 2019                      | Indian Open 2019                      |
| 40 | Thepchaiya Un-Nooh | 1              | Shoot-Out 2019                        | Shoot-Out 2019                        |
| 40 | Yan Bingtao        | 1              | Riga Masters 2019                     | Riga Masters 2019                     |
| 40 | Michael Holt       | 1              | Shoot-Out 2020                        | Shoot-Out 2020                        |
| 40 | Jordan Brown       | 1              | Welsh Open 2021                       | Welsh Open 2021                       |
| 40 | David Gilbert      | 1              | Championship League 2021 (2021-2022)  | Championship League 2021 (2021-2022)  |
| 40 | Hossein Vafaei     | 1              | Shoot-Out 2022                        | Shoot-Out 2022                        |
| 40 | Fan Zhengyi        | 1              | European Masters 2022                 | European Masters 2022                 |
| 40 | Robert Milkins     | 1              | Gibraltar Open 2022                   | Gibraltar Open 2022                   |

Per Titoli Non-Ranking si intendono anche i titoli del Tour Leggende anche se nella cronologia non sono indicati.
(ad esempio Steve Davis ha vinto 55 titoli Non-Ranking ma nella colonna "Ultimo" non sono indicati quelli del World Seniors Tour)
| N° | Giocatore          | Titoli Non-Ranking | Primo                                        | Ultimo                                       |
| -- | ------------------ | ------------------ | -------------------------------------------- | -------------------------------------------- |
| 1  | Steve Davis        | 55                 | UK Championship 1980                         | Red Bull Super Challenge 1998                |
| 2  | Stephen Hendry     | 39                 | Scottish Professional Championship 1986      | Legends of Snooker 2009                      |
| 3  | Ronnie O'Sullivan  | 33                 | Nescafe Extra Challenge 1993                 | Shanghai Masters 2019                        |
| 4  | John Spencer       | 27                 | Campionato mondiale 1969                     | Australian Masters 1980                      |
| 5  | Alex Higgins       | 23                 | Men of the Midlands 1972                     | Irish Masters 1989                           |
| 5  | Jimmy White        | 23                 | Scottish Masters 1981                        | Pontins Professional 1999                    |
| 7  | Ray Reardon        | 21                 | Pot Black 1969                               | International Masters 1983                   |
| 8  | John Higgins       | 20                 | Australian Open 1994                         | Championship League 2021-2022                |
| 9  | Cliff Thorburn     | 17                 | Canadian Open 1974                           | Canadian Professional Championship 1987      |
| 9  | Dennis Taylor      | 17                 | Irish Professional Championship 1980         | Canadian Masters 1987                        |
| 9  | Terry Griffiths    | 17                 | The Masters 1980                             | Welsh Professional Championship 1988         |
| 9  | Ken Doherty        | 17                 | Benson & Hedges Championship 1991            | Irish Classic 2008                           |
| 13 | Doug Mountjoy      | 15                 | The Masters 1977                             | Welsh Professional Championship 1989         |
| 14 | Shaun Murphy       | 11                 | Benson & Hedges Championship 2000            | Champion of Champions 2017                   |
| 15 | Mark Selby         | 8                  | Warsaw Snooker Tour 2007                     | Haining Open 2018                            |
| 15 | Stuart Bingham     | 8                  | UK Tour 3 1998                               | The Masters 2020                             |
| 17 | Tony Meo           | 7                  | Australian Masters 1981                      | Matchroom International League 1990          |
| 17 | James Wattana      | 7                  | Thailand Masters 1986                        | Euro-Asia Masters Challenge 1 2003           |
| 17 | John Parrott       | 7                  | Kent Cup 1988                                | German Masters 1998                          |
| 17 | Joe Swail          | 7                  | Kings Cup 1991                               | Irish Classic 2009                           |
| 17 | Matthew Stevens    | 7                  | Benson & Hedges Championship 1995            | Championship League 2011                     |
| 17 | Judd Trump         | 7                  | Qualificazioni al Masters 2008               | Champion of Champions 2021                   |
| 17 | Neil Robertson     | 7                  | Qualificazioni al Masters 2003               | The Masters 2022                             |
| 24 | Willie Thorne      | 6                  | Pontins Professional 1984                    | New Zealand Masters 1989                     |
| 24 | Nigel Bond         | 6                  | Kings Cup 1993                               | Shoot-Out 2011                               |
| 24 | Mark Williams      | 6                  | Benson & Hedges Championship 1994            | Pot Black 2006                               |
| 27 | Neal Foulds        | 5                  | Pontins Professional 1987                    | Pot Black 1992                               |
| 27 | Barry Hawkins      | 5                  | UK Tour 4 1999                               | Paul Hunter Classic 2019                     |
| 27 | Marco Fu           | 5                  | Premier League (Snooker) 2003                | General Cup 2015                             |
| 30 | Joe Johnson        | 4                  | Scottish Masters 1987                        | Norwich Union Grand Prix 1989                |
| 30 | Mike Hallett       | 4                  | Fosters Professional 1988                    | Scottish Masters 1991                        |
| 30 | Anthony Hamilton   | 4                  | Strachan Challenge 1 1994                    | Australian Open 1995                         |
| 30 | Peter Ebdon        | 4                  | Irish Masters 1995                           | Scottish Masters 1996                        |
| 30 | Ding Junhui        | 4                  | Jiangsu Classic 2008                         | Championship League 2012                     |
| 35 | Rod Lawler         | 3                  | Merseyside Professional Championship 1996    | China Masters 1996                           |
| 35 | Ali Carter         | 3                  | Benson & Hedges Championship 1999            | General Cup 2014                             |
| 35 | Paul Hunter        | 3                  | The Masters 2001                             | The Masters 2004                             |
| 35 | Martin Gould       | 3                  | Shoot-Out 2013                               | Championship League 2019                     |
| 35 | Mark Allen         | 3                  | Jiangsu Classic 2009                         | Champion of Champions 2020                   |
| 40 | Alan McManus       | 2                  | Benson & Hedges Championship 1990            | The Masters 1994                             |
| 40 | Dominic Dale       | 2                  | Malaysian Masters 1996                       | Shoot-Out 2014                               |
| 40 | David Gray         | 2                  | Merseyside Professional Championship 1997    | Benson & Hedges Championship 1998            |
| 40 | Stephen Lee        | 2                  | Millennium Cup 1999                          | General Cup 2011                             |
| 40 | Ryan Day           | 2                  | Benson & Hedges Championship 2001            | Romanian Masters 2018                        |
| 40 | Stephen Maguire    | 2                  | Merseyside Professional Championship 2004    | Pro Challenge Series 1 2009                  |
| 40 | Joe Perry          | 2                  | Merseyside Professional Championship 2005    | Championship League 2008                     |
| 40 | Fergal O'Brien     | 2                  | Irish Classic 2010                           | Irish Classic 2011                           |
| 48 | Tony Knowles       | 1                  | Australian Masters 1984                      | Australian Masters 1984                      |
| 48 | Silvino Francisco  | 1                  | South African Professional Championship 1986 | South African Professional Championship 1986 |
| 48 | Marcus Campbell    | 1                  | Kent Cup 1990                                | Kent Cup 1990                                |
| 48 | Steve James        | 1                  | Pontins Professional 1992                    | Pontins Professional 1992                    |
| 48 | Dave Harold        | 1                  | Merseyside Professional Championship 1994    | Merseyside Professional Championship 1994    |
| 48 | Tony Drago         | 1                  | Guangzhou Masters 1996                       | Guangzhou Masters 1996                       |
| 48 | Andrew Higginson   | 1                  | UK Tour 2 1999                               | UK Tour 2 1999                               |
| 48 | Michael Holt       | 1                  | Merseyside Professional Championship 2001    | Merseyside Professional Championship 2001    |
| 48 | Graeme Dott        | 1                  | World Series of Snooker Berlin 2008          | World Series of Snooker Berlin 2008          |
| 48 | Liang Wenbó        | 1                  | Beijing International Challenge 2009         | Beijing International Challenge 2009         |
| 48 | Ricky Walden       | 1                  | General Cup 2009                             | General Cup 2009                             |
| 48 | Rory McLeod        | 1                  | Qualificazioni al Masters 2009               | Qualificazioni al Masters 2009               |
| 48 | Michael White      | 1                  | Shoot-Out 2015                               | Shoot-Out 2015                               |
| 48 | Matthew Selt       | 1                  | Haining Open 2016                            | Haining Open 2016                            |
| 48 | Thepchaiya Un-Nooh | 1                  | Haining Open 2019                            | Haining Open 2019                            |
| 48 | Scott Donaldson    | 1                  | Championship League 2019-2020                | Championship League 2019-2020                |
| 48 | Luca Brecel        | 1                  | Championship League 2020 (2019-2020)         | Championship League 2020 (2019-2020)         |
| 48 | Yan Bingtao        | 1                  | The Masters 2021                             | The Masters 2021                             |
| 48 | Kyren Wilson       | 1                  | Championship League 2021                     | Championship League 2021                     |

### Nazioni
| N° | Nazione          | Titoli Ranking |
| -- | ---------------- | -------------- |
| 1  | Inghilterra      | 197            |
| 2  | Scozia           | 80             |
| 3  | Galles           | 40             |
| 4  | Australia        | 23             |
| 5  | Cina             | 20             |
| 6  | Irlanda del Nord | 10             |
| 7  | Irlanda          | 7              |
| 8  | Thailandia       | 4              |
| 9  | Canada           | 3              |
| 9  | Hong Kong        | 3              |
| 11 | Belgio           | 2              |
| 12 | Sudafrica        | 1              |
| 12 | Cipro            | 1              |
| 12 | Iran             | 1              |

| N° | Nazione          | Titoli Non-Ranking |
| -- | ---------------- | ------------------ |
| 1  | Inghilterra      | 251                |
| 2  | Galles           | 71                 |
| 3  | Scozia           | 66                 |
| 4  | Irlanda del Nord | 50                 |
| 5  | Canada           | 23                 |
| 6  | Irlanda          | 19                 |
| 7  | Thailandia       | 8                  |
| 8  | Australia        | 7                  |
| 9  | Cina             | 6                  |
| 10 | Hong Kong        | 5                  |
| 11 | Sudafrica        | 1                  |
| 11 | Malta            | 1                  |
| 11 | Belgio           | 1                  |
| 11 | Giamaica         | 1                  |

### Tornei
| Tipo di torneo   | Numero di tornei disputati | Note  |
| ---------------- | -------------------------- | ----- |
| Professionistico | 1156                       | [ 6 ] |

### Stagioni disputate
| Descrizione                                                                                  | Giocatore      | Record      |
| -------------------------------------------------------------------------------------------- | -------------- | ----------- |
| Maggior numero di stagioni disputate                                                         | Fred Davis     | 64 stagioni |
| Maggior numero di stagioni disputate consecutivamente con almeno un Titolo Ranking vinto     | Stephen Hendry | 11          |
| Maggior numero di stagioni disputate consecutivamente con almeno un Titolo Non-Ranking vinto | Stephen Hendry | 12          |

### Century Breaks
| Descrizione                                                         | Giocatore                                                                       | Record          |
| ------------------------------------------------------------------- | ------------------------------------------------------------------------------- | --------------- |
| Maggior numero di Century Breaks                                    | Ronnie O'Sullivan                                                               | 1196            |
| Maggior numero di stagioni consecutive con almeno un Century Breaks | Steve Davis                                                                     | 35              |
| Maggior numero di Century Breaks in una stagione                    | Neil Robertson                                                                  | 103 (2013-2014) |
| Maggior numero di Century Breaks consecutivi in una partita         | John Higgins Neil Robertson Shaun Murphy Gary Wilson Stephen Maguire Mark Allen | 4               |

### Maximum Break
| Descrizione                                                        | Giocatore                 | Record              |
| ------------------------------------------------------------------ | ------------------------- | ------------------- |
| Maggior numero di Maximum Breaks                                   | Ronnie O'Sullivan         | 15                  |
| Maggior numero di stagioni consecutive con almeno un Maximum Break | Stephen Hendry            | 4                   |
| Giocatore più giovane a realizzare un Maximum Break                | Thanawat Thirapongpaiboon | 16 anni, 312 giorni |

### Tripla corona
| Descrizione                                                                           | Giocatore                                    | Record              |
| ------------------------------------------------------------------------------------- | -------------------------------------------- | ------------------- |
| Maggior numero di titoli della Tripla corona                                          | Ronnie O'Sullivan                            | 21                  |
| Maggior numero di stagioni consecutive con almeno un titolo della Tripla corona vinto | Steve Davis Stephen Hendry Ronnie O'Sullivan | 9                   |
| Giocatore più giovane a vincere un titolo della Tripla corona                         | Ronnie O'Sullivan                            | 17 anni, 358 giorni |
| Maggior numero di Mondiali vinti                                                      | Joe Davis                                    | 15                  |
| Maggior numero di UK Championship vinti                                               | Ronnie O'Sullivan                            | 7                   |
| Maggior numero di Masters vinti                                                       | Ronnie O'Sullivan                            | 7                   |
| Maggior numero di Mondiali vinti consecutivamente                                     | Joe Davis                                    | 15                  |
| Maggior numero di UK Championship vinti consecutivamente                              | Steve Davis                                  | 4                   |
| Maggior numero di Masters vinti consecutivamente                                      | Stephen Hendry                               | 5                   |
| Record di longevità tra un Mondiale e l'altro                                         | Mark Williams                                | 15 anni             |
| Record di longevità tra uno UK Championship e l'altro                                 | Doug Mountjoy John Higgins Ding Junhui       | 10 anni             |
| Record di longevità tra un Masters e l'altro                                          | Steve Davis                                  | 15 anni             |

### Ranking
| Descrizione                                                      | Giocatore      | Record |
| ---------------------------------------------------------------- | -------------- | ------ |
| Maggior numero di anni N°1 del Ranking                           | Stephen Hendry | 9      |
| Maggior numero di anni consecutivi N°1 del Ranking               | Stephen Hendry | 8      |
| Maggior numero di Mondiali vinti dal N°1 del Ranking del momento | Stephen Hendry | 6      |

### Vittorie
| Descrizione                                      | Giocatore  | Record | Partite |
| ------------------------------------------------ | ---------- | ------ | --- |
| Maggior numero di partite vinte consecutivamente | Judd Trump | 13     | Trentaduesimi di finale Campionato mondiale 2019 vs Thepchaiya Un-Nooh - Sedicesimi di finale Shanghai Masters 2019 vs David Gilbert |

Dati aggiornati al 6 ottobre 2020.
| N°  | Giocatore          | Numero di matches vinti nei tornei professionistici | Perc. | Tornei disputati |
| --- | ------------------ | --------------------------------------------------- | ----- | ---------------- |
| 1   | John Higgins       | 1093 su 1580 giocati                                | 69%   | 423              |
| 2   | Mark Williams      | 1000 su 1554 giocati                                | 64%   | 431              |
| 3   | Ronnie O'Sullivan  | 987 su 1312 giocati                                 | 75%   | 332              |
| 4   | Steve Davis        | 920 su 1453 giocati                                 | 63%   | 489              |
| 5   | Stephen Hendry     | 875 su 1270 giocati                                 | 69%   | 376              |
| 6   | Mark Selby         | 872 su 1277 giocati                                 | 68%   | 324              |
| 7   | Jimmy White        | 797 su 1496 giocati                                 | 53%   | 582              |
| 8   | Stuart Bingham     | 795 su 1258 giocati                                 | 63%   | 391              |
| 9   | Judd Trump         | 781 su 1120 giocati                                 | 70%   | 262              |
| 10  | Shaun Murphy       | 760 su 1169 giocati                                 | 65%   | 337              |
| 11  | Neil Robertson     | 708 su 1079 giocati                                 | 66%   | 288              |
| 12  | Mark Davis         | 706 su 1182 giocati                                 | 60%   | 396              |
| 13  | Ken Doherty        | 701 su 1183 giocati                                 | 59%   | 444              |
| 14  | Barry Hawkins      | 698 su 1124 giocati                                 | 62%   | 337              |
| 15  | Joe Perry          | 687 su 1198 giocati                                 | 57%   | 403              |
| 16  | Stephen Maguire    | 697 su 1072 giocati                                 | 65%   | 320              |
| 17  | Ryan Day           | 642 su 1096 giocati                                 | 59%   | 328              |
| 18  | Peter Ebdon        | 640 su 1129 giocati                                 | 57%   | 412              |
| 19  | Ali Carter         | 621 su 1058 giocati                                 | 59%   | 310              |
| 20  | Graeme Dott        | 596 su 1020 giocati                                 | 58%   | 353              |
| 21  | Matthew Stevens    | 584 su 1009 giocati                                 | 58%   | 360              |
| 22  | Alan McManus       | 572 su 985 giocati                                  | 58%   | 402              |
| 23  | Mark Allen         | 564 su 872 giocati                                  | 65%   | 250              |
| 24  | Mark King          | 561 su 1030 giocati                                 | 54%   | 389              |
| 25  | Ricky Walden       | 557 su 946 giocati                                  | 59%   | 305              |
| 26  | Ding Junhui        | 556 su 834 giocati                                  | 66%   | 243              |
| 27  | Dominic Dale       | 545 su 976 giocati                                  | 56%   | 379              |
| 28  | Marco Fu           | 544 su 920 giocati                                  | 59%   | 300              |
| 29  | Robert Milkins     | 542 su 931 giocati                                  | 58%   | 347              |
| 30  | Anthony Hamilton   | 534 su 935 giocati                                  | 57%   | 373              |
| 31  | Michael Holt       | 526 su 915 giocati                                  | 57%   | 347              |
| 32  | Fergal O'Brien     | 519 su 932 giocati                                  | 56%   | 392              |
| 33  | John Parrott       | 510 su 853 giocati                                  | 60%   | 318              |
| 34  | Nigel Bond         | 477 su 902 giocati                                  | 53%   | 414              |
| 35  | Martin Gould       | 465 su 771 giocati                                  | 60%   | 251              |
| 36  | Joe Swail          | 458 su 870 giocati                                  | 53%   | 378              |
| 37  | Rod Lawler         | 453 su 863 giocati                                  | 52%   | 399              |
| 38  | Andrew Higginson   | 454 su 778 giocati                                  | 58%   | 307              |
| 39  | Stephen Lee        | 449 su 711 giocati                                  | 63%   | 245              |
| 40  | James Wattana      | 444 su 842 giocati                                  | 53%   | 358              |
| 41  | Peter Lines        | 437 su 829 giocati                                  | 53%   | 392              |
| 42  | Kyren Wilson       | 430 su 686 giocati                                  | 63%   | 217              |
| 43  | David Gilbert      | 428 su 745 giocati                                  | 57%   | 271              |
| 44  | Tom Ford           | 421 su 741 giocati                                  | 57%   | 283              |
| 45  | Liang Wenbó        | 412 su 691 giocati                                  | 60%   | 239              |
| 46  | Barry Pinches      | 405 su 783 giocati                                  | 52%   | 373              |
| 47  | Gerard Greene      | 402 su 764 giocati                                  | 53%   | 348              |
| 48  | Mike Dunn          | 397 su 762 giocati                                  | 52%   | 354              |
| 49  | Ben Woollaston     | 392 su 694 giocati                                  | 56%   | 263              |
| 50  | Dave Harold        | 385 su 697 giocati                                  | 55%   | 294              |
| 51  | Alfie Burden       | 379 su 721 giocati                                  | 53%   | 336              |
| 52  | Terry Griffiths    | 370 su 625 giocati                                  | 59%   | 247              |
| 53  | Marcus Campbell    | 370 su 687 giocati                                  | 54%   | 296              |
| 54  | Paul Davison       | 363 su 714 giocati                                  | 51%   | 349              |
| 55  | Anthony McGill     | 363 su 610 giocati                                  | 60%   | 227              |
| 56  | Jamie Burnett      | 362 su 625 giocati                                  | 58%   | 259              |
| 57  | Tony Drago         | 361 su 733 giocati                                  | 49%   | 362              |
| 58  | Andy Hicks         | 359 su 667 giocati                                  | 54%   | 305              |
| 59  | Matthew Selt       | 354 su 656 giocati                                  | 54%   | 269              |
| 60  | Jack Lisowski      | 350 su 577 giocati                                  | 61%   | 212              |
| 61  | Alex Higgins       | 348 su 628 giocati                                  | 55%   | 246              |
| 62  | Dennis Taylor      | 346 su 681 giocati                                  | 51%   | 310              |
| 63  | Kurt Maflin        | 345 su 606 giocati                                  | 57%   | 254              |
| 64  | Mike Hallett       | 341 su 659 giocati                                  | 52%   | 308              |
| 65  | Rory McLeod        | 328 su 613 giocati                                  | 54%   | 284              |
| 66  | Robin Hull         | 325 su 559 giocati                                  | 58%   | 234              |
| 67  | Willie Thorne      | 325 su 631 giocati                                  | 52%   | 265              |
| 68  | Michael White      | 315 su 573 giocati                                  | 55%   | 221              |
| 69  | Jamie Jones        | 315 su 526 giocati                                  | 60%   | 210              |
| 70  | Jimmy Robertson    | 314 su 583 giocati                                  | 54%   | 250              |
| 71  | Xiao Guodong       | 313 su 533 giocati                                  | 59%   | 207              |
| 72  | Gary Wilson        | 312 su 531 giocati                                  | 59%   | 209              |
| 73  | Darren Morgan      | 304 su 537 giocati                                  | 57%   | 229              |
| 74  | Jamie Cope         | 303 su 575 giocati                                  | 53%   | 219              |
| 75  | Tony Knowles       | 303 su 613 giocati                                  | 49%   | 298              |
| 76  | Cliff Thorburn     | 302 su 540 giocati                                  | 56%   | 219              |
| 77  | Matthew Couch      | 298 su 529 giocati                                  | 56%   | 231              |
| 78  | Gary Wilkinson     | 298 su 550 giocati                                  | 54%   | 247              |
| 79  | Michael Judge      | 285 su 492 giocati                                  | 58%   | 199              |
| 80  | Jeff Cundy         | 283 su 535 giocati                                  | 53%   | 248              |
| 81  | Lee Walker         | 279 su 518 giocati                                  | 54%   | 248              |
| 82  | Neal Foulds        | 275 su 539 giocati                                  | 51%   | 239              |
| 83  | Mark Joyce         | 275 su 526 giocati                                  | 52%   | 241              |
| 84  | Leo Fernandez      | 270 su 456 giocati                                  | 59%   | 184              |
| 85  | Paul Davies        | 268 su 470 giocati                                  | 57%   | 195              |
| 86  | Luca Brecel        | 264 su 474 giocati                                  | 56%   | 190              |
| 87  | Craig Steadman     | 263 su 500 giocati                                  | 53%   | 238              |
| 88  | Simon Bedford      | 258 su 444 giocati                                  | 58%   | 190              |
| 89  | Ian McCulloch      | 257 su 479 giocati                                  | 54%   | 217              |
| 90  | David Roe          | 257 su 500 giocati                                  | 51%   | 238              |
| 91  | Ray Reardon        | 256 su 459 giocati                                  | 56%   | 173              |
| 92  | Tian Pengfei       | 256 su 455 giocati                                  | 56%   | 194              |
| 93  | Doug Mountjoy      | 255 su 507 giocati                                  | 50%   | 230              |
| 94  | Tony Meo           | 255 su 490 giocati                                  | 52%   | 198              |
| 95  | Stuart Pettman     | 255 su 447 giocati                                  | 57%   | 184              |
| 96  | Thepchaiya Un-Nooh | 248 su 421 giocati                                  | 59%   | 159              |
| 97  | Drew Henry         | 245 su 428 giocati                                  | 57%   | 175              |
| 98  | Joe Johnson        | 239 su 483 giocati                                  | 49%   | 234              |
| 99  | Adrian Gunnell     | 238 su 424 giocati                                  | 56%   | 182              |
| 100 | Jimmy Michie       | 235 su 451 giocati                                  | 52%   | 203              |